# Józef T. Milik

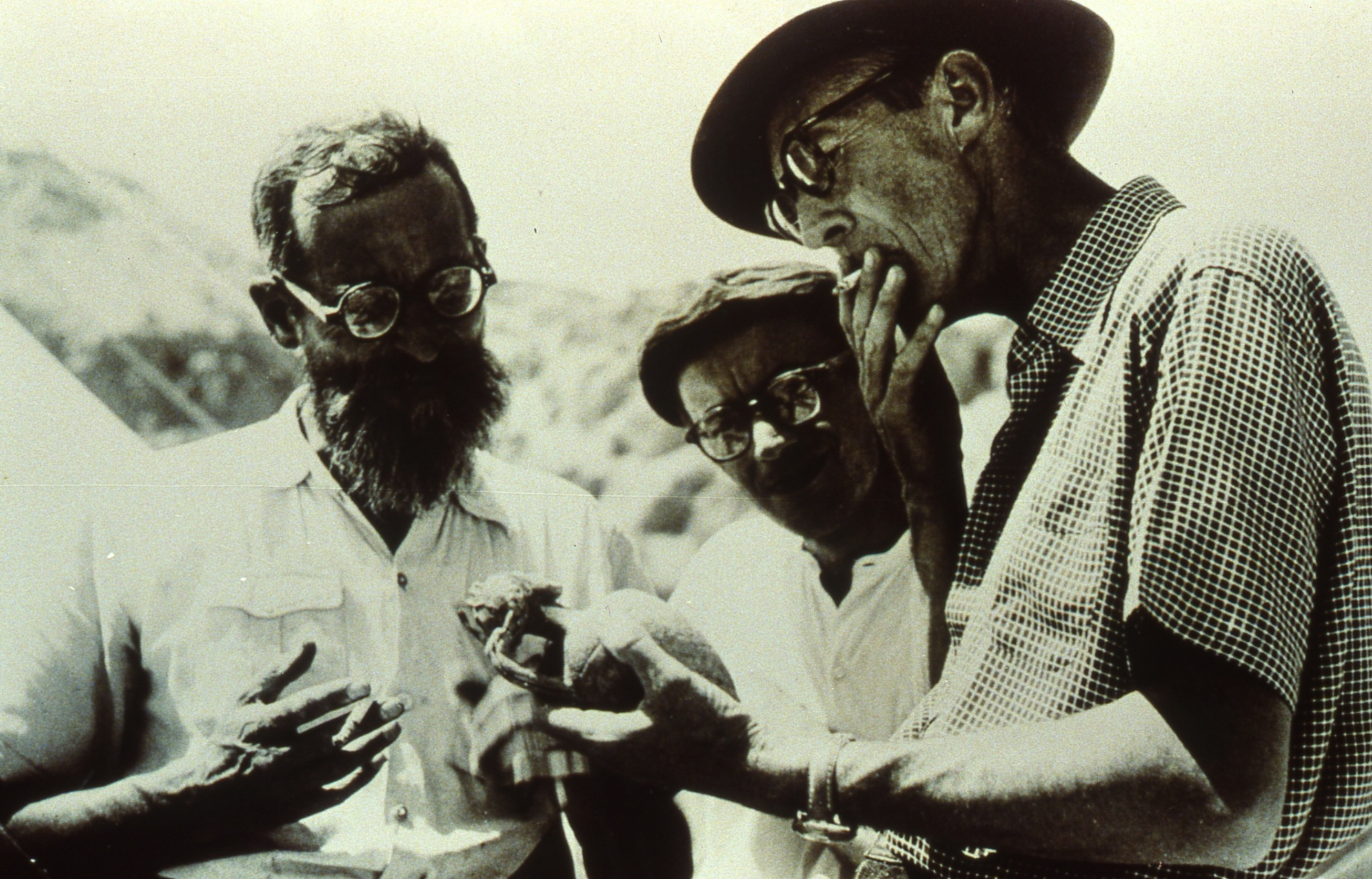
Józef T. Milik (Mitte) zwischen Roland de Vaux und Gerald Lankester Harding (1952)

Józef Tadeusz Milik (* 24. März 1922 in Seroczyn; † 6. Januar 2006 in Paris) war ein polnisch-französischer römisch-katholischer Priester, Orientalist und Archäologe.

## Biografie
Nach dem Besuch des Lyzeums in Siedlce und der theologischen Seminare in Płock und Warschau begann Milik im Oktober 1944 mit dem Studium der Theologie und der polnischen Literatur an der Katholischen Universität Lublin. Im Jahr 1946 legte er die Abschlussprüfungen in beiden Fächern ab. Am 30. Juni 1946 empfing er in Warschau die Priesterweihe. Von 1946 bis 1951 studierte Milik am Päpstlichen Orientalischen Institut und Päpstlichen Bibelinstitut (beide in Rom). Milik brachte bereits eine solide Kenntnis des Lateinischen, Altgriechischen, Hebräischen, Aramäischen, Syrischen und Altkirchenslawischen mit, als er sich in Rom immatrikulierte; nun belegte er zusätzlich Kurse in Arabisch, Georgisch, Ugaritisch, Akkadisch, Sumerisch, Altägyptisch und Hethitisch. Schließlich beherrschte er 13 alte und 6 neue Sprachen und schloss sein Studium summa cum laude ab.
1950 veröffentlichte Milik eine Studie zu den sprachlichen und orthographischen Eigentümlichkeiten einiger Schriftrollen vom Toten Meer, besonders der beiden Jesajarollen aus Höhle 1. 1951 übersetzte er die Gemeinderegel vom Qumran ins Lateinische. Durch diese Arbeiten wurde Roland de Vaux, der Direktor der École biblique et archéologique française in Jerusalem und (zusammen mit Gerald Lankester Harding) Leiter der Ausgrabungen von Qumran, auf Milik aufmerksam. Er lud ihn Ende 1951 nach Jerusalem ein. Ab jetzt gehörte Milik zu dem Team, das sich der Erforschung der Handschriften aus Höhle 1 widmete.
Gemeinsam mit Dominique Barthélemy war Milik 1952 für die Klassifizierung und Ordnung von Handschriftenfragmenten zuständig, die bei den Grabungen von 1949 geborgen oder auf dem Antikenmarkt in Bethlehem angekauft worden waren. Er schuf das System der Sigla, nach dem die Schriftrollen bis heute zitiert werden. Ab 1952 gehörte er als Epigraphiker zum Ausgräberteam der Höhlen 3, 4, 5 und 6.
Milik, der die französische Staatsbürgerschaft annahm, wurde als Forscher in das Centre national de la recherche scientifique (CNRS) in Paris aufgenommen, dem er bis zu seinem Ruhestand 1987 angehörte. Er war Mitglied des Herausgeberteams der Schriftrollen vom Toten Meer (sogenannte Scrollery, 1952 bis 1960). Außer seinen Sprachkenntnissen war auch die Schnelligkeit bemerkenswert, mit der er antike Texte lesen, transkribieren und übersetzen konnte. Neben John Strugnell war er der aktivste Editor des Teams; die beiden Leistungsträger der Scrollery waren aber auch alkoholabhängig und dadurch in ihrer Arbeit beeinträchtigt. Milik hatte von de Vaux ein immenses Arbeitspensum übertragen bekommen: rund 200 Schriftrollen in Tausenden von Fragmenten. Den Ertrag seiner Ausgrabungs- und Editionstätigkeit fasste Milik 1957 zusammen: Dix ans de découvertes dans le désert de Juda. In dieser Schrift wandte er sich an die interessierte Öffentlichkeit, aber auch an das Fachpublikum. Milik vertrat entschieden die Identifikation des in den Qumranschriften erwähnten Frevelpriesters mit der historischen Gestalt des Hohenpriesters Jonathan. Roland de Vaux, der zunächst zwischen Simon und Jonathan geschwankt hatte, übernahm schließlich die Interpretation Miliks. Bei einem längeren Arbeitsaufenthalt in Rom lernte Milik in den 1960er Jahren seine spätere Ehefrau kennen, die polnisch-französische Kunsthistorikerin Yolanta Zalouska. Das Paar heiratete 1969 und zog nach Paris, wo Milik weiterhin publizierte, aber auch zunehmend mit gesundheitlichen Problemen zu kämpfen hatte. Gemeinsam mit Jean Starcky erarbeitete er für das CNRS in Paris nabatäische Inschriften (Corpus Inscriptionum Semiticarum).

## Ehrungen
Józef T. Milik wurde von der Universität Complutense Madrid 1991 mit der Ehrenmedaille ausgezeichnet. Der polnische Präsident verlieh ihm 1998 den Verdienstorden der Republik Polen (Offizier).

## Veröffentlichungen (Auswahl)
- Dix ans de découvertes dans le désert de Juda. Les Éditions du Cerf, Paris 1957.
- Ten years of Discovery in the Wilderness of Judaea. SCM Press, London 1959.
- The Books of Enoch. Aramaic Fragments of Qumrân Cave 4. Clarendon Press, Oxford 1976.
- Dédicaces faites par des dieux (Palmyre, Hatra, Tyr) et des thiases sémitiques à l'époque romaine. Geuthner, Paris 1972.